# Václav III. Opavský
Václav III. Opavský (asi 1445 – 1474) byl druhým synem Viléma Opavského a Salomény z Častolovic, formálním knížetem opavským v letech 1452–1456.
Stejně jako jeho dva bratři byl Václav III. svěřen po smrti otce (1452) do poručnictví strýce Arnošta. Ten v roce 1456 zastavil z finančních důvodů Opavsko opolskému kněžstvu za 28 000 dukátů, které se už opavským Přemyslovcům nepodařilo splatit. Práva výkupu přenechali roku 1464 králi Jiřímu z Poděbrad.
Václav III. zůstal na dolním Slezsku, kde z neznámých důvodů v sedmdesátých letech vystupoval jako pán ze Ścinawy. Zde také roku 1474 bez potomků zemřel.